# Салехабад (Хамадан)
Салехаба́д (перс. صالح اباد‎) — небольшой город на западе Ирана, в провинции Хамадан. Входит в состав шахрестана Бехар.

## География
Город находится в центральной части Хамадана, в горной местности, на высоте 1 764 метра над уровнем моря.
Салехабад расположен на расстоянии приблизительно 17 километров к северо-западу от Хамадана, административного центра провинции и на расстоянии 275 километров к юго-западу от Тегерана, столицы страны.

## Население
На 2006 год население составляло 7 708 человек; в национальном составе преобладают азербайджанцы, в конфессиональном — мусульмане-шииты.